# Калинка (Люблінське воєводство)
Калинка (пол. Kalinka) — село в Польщі, у гміні Яблонь Парчівського повіту Люблінського воєводства. Населення — 401 особа (2011).

## Історія
Населення Калинки належало до української етнографічної групи хмаків.
За даними етнографічної експедиції 1869—1870 років під керівництвом Павла Чубинського, у селі переважно проживали греко-католики, які розмовляли українською мовою.
У 1921 році село входило до складу гміни Ополе Володавського повіту Люблінського воєводства Польської Республіки.
У 1975—1998 роках село належало до Білопідляського воєводства.

## Демографія
Станом на 10 вересня 1921 року в селі налічувалося 17 будинків та 88 мешканців, з них:
- 37 чоловіків та 51 жінка;
- 79 православних, 9 римо-католиків;
- 79 українців, 9 поляків.

Демографічна структура станом на 31 березня 2011 року:
|          | Загалом | Допрацездатний вік | Працездатний вік | Постпрацездатний вік |
| -------- | ------- | ------------------ | ---------------- | -------------------- |
| Чоловіки | 214     | 36                 | 155              | 23                   |
| Жінки    | 187     | 26                 | 110              | 51                   |
| Разом    | 401     | 62                 | 265              | 74                   |